# Comisaría del Vaupés
La comisaría del Vaupés fue una antigua entidad territorial ubicada en el suroriente de Colombia, que correspondía a la totalidad del hoy Departamento del Vaupés. Esta entidad fue creada en varios momentos de la historia colombiana: primero en 1910 por medio del decreto 1131 del 15 de diciembre de dicho año, que la segregó del antiguo territorio del Caquetá con el nombre de Comisaría Especial y con un territorio similar al que hoy corresponde a los departamentos del Vaupés, Guainía y Guaviare (por lo cual se le denominó Gran Vaupés), abarcando aproximadamente  179.833 km², siendo una de los más extensas divisiones territoriales que han existido en el país; en ese entonces tenía como capital la población de Calamar.
Esta entidad fue creada en 1910 a causa de la fuerte rivalidad entre los caucheros colombianos y brasileros para monopolizar la mano de obra para la explotación del caucho, que se empleaba principalmente en el Alto Río Negro y en el Apaporis. Para consolidar la soberanía de Colombia sobre la región, el comisario creó en 1912 cuatro corregimientos: San José, Calamar del Vaupés, Urania y Helvecia.
Luego el decreto 18 de 1963 elevó la entidad al grado de comisaría con el mismo territorio de 1910, si bien ese mismo año le fue segregada la comisaría del Guainía (13 de julio) y el 23 de diciembre de 1977 le fue segregada comisaría del Guaviare, época en que pasó a tener la configuración actual. Finalmente en 1991 se elevó al Vaupés a la categoría de departamento.

## División territorial

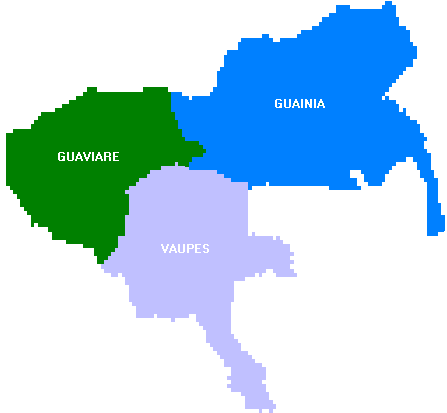
Departamentos que surgieron a partir de la fragmentaión del Gran Vaupés.

La comisaría del Vaupés estaba conformada por los siguientes localidades, de acuerdo al censo del año 1964:
Mitú (6.206 hab.), Carurú (1.324), Miraflores (1.879), Pacoa (960), San José del Guaviare (1.071) y Yavaraté (1.963).